# Maria Paziun
Maria Paziun (rus: Мария Васильевна Пазюн)  (Dziunkiv, 17 de juliol de 1953) és una ex-remadora ucraïnesa que va competir sota bandera soviètica durant les dècades de 1970 i 1980.
El 1980 va prendre part en els Jocs Olímpics de Moscou, on guanyà la medalla de plata en la competició del vuit amb timoner del programa de rem. En el seu palmarès també destaquen tres medalles d'or i una de plata al Campionat del món de rem.